# Азовский морской музей
Азовский морской музей имени В. А. Павлия — музей, основанный 1983 года в Мариуполе.

## История
Музей создал в 1983 году Павлий Владимир Андреевич.
C 2005 года директор музея — Виталий Антонович Торорощенко.

## Описание
Музей посещают во основном школьники и студенты.
Находится в здании Азовского морского института ОМНА.
В этом помещении проводятся лекции для курсантов.

## Экспозиция
Площадь музея 296 квадратных метров.
Экспозиция обновляется, благодаря людям раньше работавшим на торговом флоте.
Среди экспонатов есть: инструменты для флота, аппараты, приборы для навигации и другие вещи с кораблей.
Музей гордится коллекцией баянов, принадлежавших раньше морякам.
В одном из залов рассказано о 56 героев Советского Союза.
В музее 5 залов:
- В первом зале рассказывается о истории кораблей в Азовском море до 1890 года. В этом разделе есть материалы о кораблях запорожских казаках на Азовском море.
- Во втором зале рассказывается о судоходстве в Азовском море с начало XX века до середины XX века.
- В третьем зале рассказывается о Азовском морском флоте с 1925 года до 1945 года.
- В четвёртом зале рассказывается о Азовском флоте после Великой Отечественной войны.
- В пятом зале есть выставки на тему морского флота в Мариуполе.